# Carlos Prono
Carlos Enrique Prono (Buenos Aires, 5 ottobre 1963) è un ex calciatore argentino, di ruolo portiere.